# Ali Larayedh
Ali Larayedh ou Ali Laaridh (arabe : علي العريض), né le 15 août 1955 à Médenine, est un homme d'État tunisien.
Ministre de l'Intérieur dans le gouvernement Jebali, il est nommé chef du gouvernement le 22 février 2013 par le président de la République, Moncef Marzouki puis investi le 13 mars.
En janvier 2014, à la suite d'un accord sur la Constitution, il cède la place à un gouvernement de technocrates mené par Mehdi Jomaa, son ministre de l'Industrie.

## Biographie

### Militantisme politique
Ingénieur diplômé de l'École de la marine marchande de Sousse en 1976, il rejoint le Mouvement de la tendance islamique, futur mouvement Ennahdha, en 1977. Ali Larayedh devient président de son conseil de la Choura de 1982 à 1986 puis président du bureau politique de 1988 jusqu'à son arrestation en décembre 1990. Entré dans la clandestinité à partir de 1981, il vit sous la pression et le harcèlement policier, vivotant en donnant des cours de mathématiques. Condamné à mort sous le régime de Habib Bourguiba en 1987, il est gracié par le nouveau président Zine el-Abidine Ben Ali avant une nouvelle vague de répression : il est condamné par le tribunal militaire à quinze ans de prison en 1992, il passe dix ans de sa peine à l'isolement à la prison du 9-Avril.
À sa sortie de prison en 2004, on le voit intervenir dans de nombreuses émissions politiques sur des médias étrangers, notamment Al Jazeera, avec des contributions axées sur la question des droits de l'homme. En 2006, il représente par ailleurs son parti dans le collectif du 18-Octobre pour les droits et les libertés.
Le 13 juillet 2014, il est désigné au poste de secrétaire général du parti Ennahdha à la place de Hamadi Jebali.

### Ministre de l'Intérieur
La révolution de 2011, qui chasse le président Ben Ali du pouvoir le 14 janvier, conduit à l'élection d'une Assemblée constituante le 23 octobre puis à la formation d'un gouvernement de coalition tripartite où Ennahdha domine. Le 23 décembre, Larayedh figure comme ministre de l'Intérieur sur la liste du gouvernement présentée par le chef du gouvernement Hamadi Jebali ; il prête serment avec le reste des ministres le 24 décembre et entre en fonction le 26 décembre, après la passation des pouvoirs avec son prédécesseur Habib Essid. Il quitte le bureau politique d'Ennahdha et se voit remplacé par Fathi Ayadi. L'un des principaux problèmes que doit affronter Larayedh est la situation sécuritaire du pays. Il est assisté d'un secrétaire d'État à la Réforme, Saïd Mechichi.
Le 9 avril 2012, plusieurs milliers de personnes manifestent à l'occasion de la Fête des martyrs, malgré l'interdiction du ministère de l'Intérieur communiquée le 28 mars. Le jour même, alors que la manifestation commence sur l'avenue Habib-Bourguiba à Tunis, la police attaque les manifestants avec du gaz lacrymogène, alors que des « barbus » se mettent à les attaquer par des jets de pierres. Des journalistes, personnalités et hommes politiques sont présents, comme Hamma Hammami, Radhia Nasraoui, Khemaïs Ksila, Emna Menif, etc. La manifestation devient de plus en plus violente, alors que les forces de l'ordre et des milices extrémistes tentent de faire reculer les protestataires. Ces évènements déclenchent une vive réaction sur la scène politique : l'Assemblée constituante crée une commission d'enquête.
Le 14 septembre, des salafistes attaquent le siège de l'ambassade américaine et la prennent d'assaut, s'attaquant aux équipements, tout en retirant le drapeau américain pour hisser l'étendard noir des salafistes. Ils détruisent aussi l'école américaine tandis que des confrontations entre les forces de l'ordre et les salafistes ont lieu devant l'ambassade. Ce n'est que grâce à la garde spéciale de la présidence de la République que les dégâts sont limités. Ces affrontements font deux morts et 27 blessés. Le ministre de l'Intérieur déclare alors : « nous les attendions par devant, ils sont venus par derrière ». L'une des personnes impliquées dans ces attaques est Abou Iyadh, désormais recherché par les forces de l'ordre mais qui échappe à maintes reprises à celles-ci, notamment lors de sa fuite de la mosquée El Fath à Tunis.
Le 18 octobre, à la suite d'une manifestation violente déclenchée par des membres de la Ligue de protection de la révolution, le coordinateur de Nidaa Tounes à Tataouine, Lotfi Nagdh, est grièvement blessé avant de rendre l'âme, ce qui en fait le premier assassinat politique depuis la révolution. Khaled Tarrouche, porte-parole du ministère de l'Intérieur, annonce que le décès a été causé par une crise cardiaque, ce qui est contredit par l'autopsie qui prouve que Nagdh a été tué.
Le 26 novembre, les habitants du gouvernorat de Siliana protestent devant le siège du gouvernorat, réclamant notamment le développement de la région, de l'emploi et le départ du gouverneur Ahmed Zine Mahjoubi. Mais la manifestation dégénère rapidement pour se transformer en affrontements avec les forces de l'ordre, qui font d'abord une vingtaine de blessés, attaqués à la chevrotine. Le nombre se monte à 150 ou 220 blessés, suscitant de nombreuses réactions au sein de l'opposition et de la troïka. En signe de protestation, Siliana observe une grève générale et entame un début de marche vers la capitale pour réclamer la chute du gouvernement.
Le 6 février 2013, Chokri Belaïd, un opposant politique, est assassiné en quittant en voiture son domicile du quartier d'El Menzah VI,. Ce meurtre déclenche alors de nombreuses manifestations dans tout le pays. En signe de protestation contre cet assassinat, les bureaux d'Ennahdha à Sfax, Monastir, Béja, Gafsa et Gabès sont brûlés et saccagés, les manifestants demandant le départ du gouvernement ainsi que de la troïka, en dénonçant leur incompétence.
Son frère accuse le parti au pouvoir, Ennahdha, d'avoir fomenté cet assassinat, vu que Belaïd parlait de violence politique et disait qu'il était menacé et sur écoute.Le soir même, Hamadi Jebali annonce la dissolution du gouvernement, son remplacement par un autre gouvernement de technocrates, et fait part de l'organisation d'élections à aussi brève échéance que possible,. Le lendemain, Ennahdha désavoue son numéro deux et refuse le gouvernement de technocrates,.
Le 7 février, l'Union générale tunisienne du travail déclare une grève générale pour le 8 sur tout le territoire tunisien. Le même jour, Belaïd est transporté de la maison de la culture de Djebel Jelloud au cimetière du Djellaz en présence de centaines de milliers de personnes.

### Chef du gouvernement
À la suite de l'échec de l'initiative de Jebali appelant à la constitution d'un gouvernement de technocrates, ce dernier présente sa démission au président de la République, Moncef Marzouki, le 19 février. Le Conseil de la Choura d'Ennahdha évoque alors plusieurs candidats, Abdellatif Mekki et Moncef Ben Salem, et finit par choisir Larayedh comme nouveau chef du gouvernement. Celui-ci est officiellement nommé le 22 par Marzouki, qui le charge de former un cabinet dans les quinze jours, avant de le soumettre au vote de confiance de l'Assemblée constituante.
Larayedh annonce la composition de son gouvernement dans la soirée du 8 mars, après son entretien avec le président Marzouki au palais présidentiel de Carthage. Celui-ci est composé de membres de la troïka, la coalition du gouvernement précédent, et d'indépendants.
Le 13, il présente les priorités de son gouvernement, dont la mise en place des conditions pour la tenue d'élections dans les plus brefs délais — soit en octobre 2013 — et la collaboration avec l'Assemblée constituante sur la base d'un agenda politique à adopter : lutte contre le crime, la délinquance et la violence, poursuite de la promotion de l'économie et de l'emploi, lutte contre la hausse des prix, poursuite du processus de réformes, lutte contre la corruption, application de l'amnistie générale et clôture du dossier des blessés et des martyrs de la révolution d'une part, et de celui des victimes de l'ancien régime d'autre part. L'Assemblée vote la confiance au gouvernement qui prête serment devant le président Marzouki le jour même. Le 14 se tient la passation des pouvoirs entre Jebali et Larayedh au Dar El Bey, au cours de laquelle sont conviés quelques membres du gouvernement sortant.

#### Politique intérieure
Lors d'une interview accordée à Associated Press, il dit connaître la localisation de l'assassin de Chokri Belaïd mais ne pouvoir dévoiler ces informations, tout en qualifiant de performance le travail accompli par les unités de sécurité. Il annonce également la levée prochaine de l'état d'urgence.
Interrogé par France 24 sur la question des Ligues de protection de la révolution, il estime qu'elle a été amplifiée, surtout que ces dernières disposent d'une autorisation, n'indiquant être favorable à la dissolution d'une association que si elle transgresse la loi. Il affirme par ailleurs que son gouvernement œuvre pour accélérer la réalisation des projets au vu de la situation économique du pays, précisant que le démarrage des sociétés reste entravé par le gel des fonds et l'interdiction de voyage de centaines d'hommes d'affaires soupçonnés de corruption et de malversation. Il affirme son intention de faire accélérer les procédures judiciaires, trop lentes selon lui, afin de débloquer cette situation.
Le 1er avril, lors d'un Conseil des ministres portant sur la prolifération des jardins d'enfants exerçant illégalement, il décide la fermeture de ces établissements, notamment à la suite du viol d'une fillette âgée de trois ans dans un jardin d'enfant illégal.

#### Politique étrangère

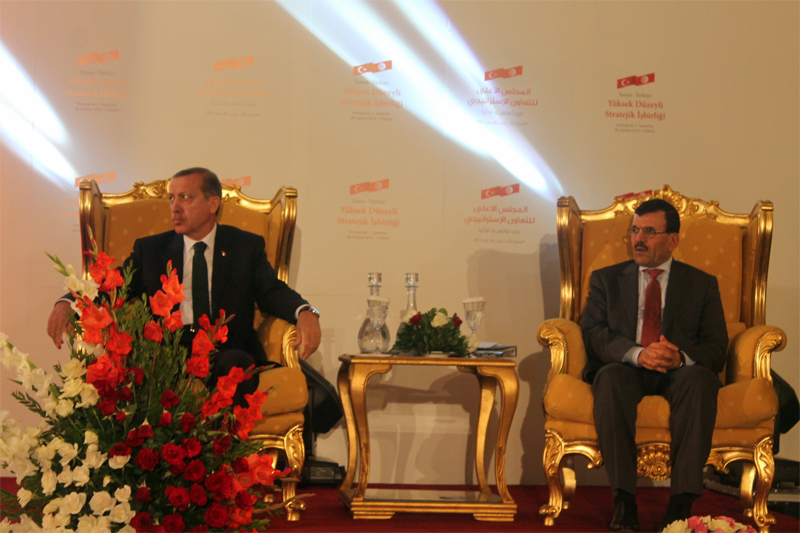
Recep Tayyip Erdoğan et Ali Larayedh, le 6 juin 2013 à Tunis.

### Remplacement et condamnation
Le 14 décembre, un accord est conclu dans le cadre du dialogue national pour nommer Mehdi Jomaa comme chef du gouvernement, chargé de former un gouvernement intérimaire devant mener le pays à des élections prévues en 2014 et mettre ainsi fin à la crise politique qui fragilise le pays. Le 9 janvier 2014, il remet la démission de son gouvernement et cède sa place le 29 janvier.
Il est élu en tant que représentant d'Ennahdha à l'Assemblée des représentants du peuple lors des élections du 26 octobre 2014.
Il se blesse après s'être jeté du deuxième étage lors de l'incendie du siège d'Ennahdha survenu le 9 décembre 2021.
Le 20 décembre 2022, il est arrêté dans le cadre d'une affaire d'envoi de djihadistes tunisiens vers la Syrie et l'Irak. Début mai 2025, il est condamné à 34 ans de prison dans un procès contesté en raison, selon Le Monde, « « du manque d'éléments matériels établissant l'existence de réseaux structurés », l'absence d'éléments matériels probants et la nature des interrogatoires questionnant sur les bases réelles de cette condamnation.

## Distinctions
- Grand cordon de l'Ordre de la République tunisienne (2014)[34].

## Vie privée
Ali Larayedh est marié à une technicienne médicale, Widad, depuis 1983 et père de trois enfants.
Il est le frère d'Amer Larayedh, élu Ennahdha à l'Assemblée constituante puis à l'Assemblée des représentants du peuple.